# Micrixys distincta
Micrixys distincta är en skalbaggsart som beskrevs av Samuel Stehman Haldeman. Micrixys distincta ingår i släktet Micrixys och familjen jordlöpare. Inga underarter finns listade i Catalogue of Life.